# Simplicula atriceps
Simplicula atriceps là một loài bướm đêm trong họ Noctuidae.